# سیوار بوزتا
سیوار بوزتا (به انگلیسی: Siwar Bousetta؛ زادهٔ ۲۳ ژوئیهٔ ۱۹۹۹) یک کشتی‌گیر آزادکار کشور تونس است. وی سابقه حضور در المپیک ۲۰۲۰ توکیو و المپیک ۲۰۲۴ پاریس را دارد.